# Левоневский, Дмитрий Анатольевич
Дмитрий Анатольевич Левоневский (6 ноября 1907 — 6 октября 1988) — поэт, прозаик, переводчик и публицист. Участник Великой Отечественной войны.

## Биография

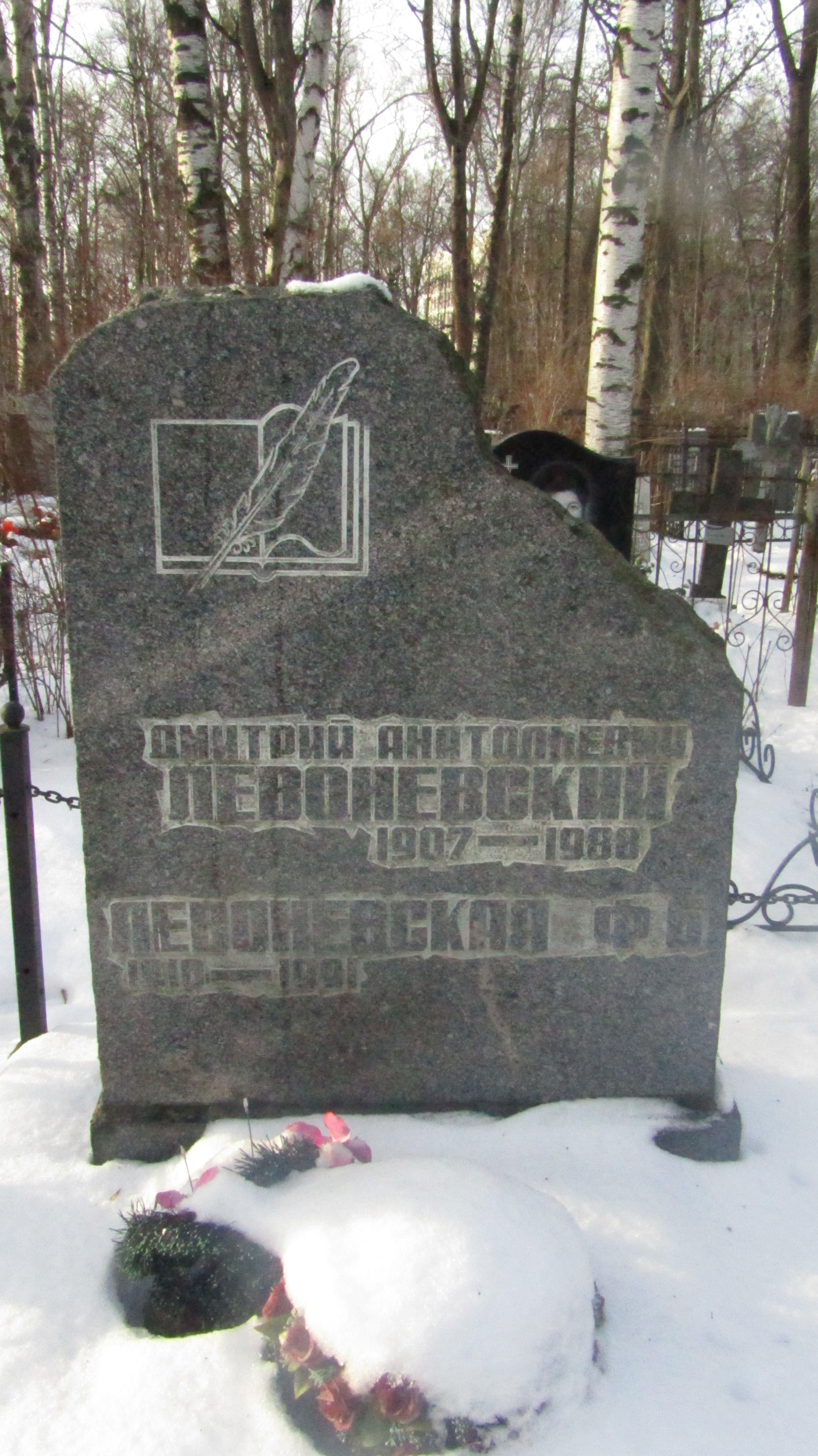
Могила Левоневского Д.А. Серафимовское кладбище, Санкт-Петербург.

Дмитрий Анатольевич Левоневский родился в 1907 году в семье детского психолога. Рано остался сиротой и воспитывался в детском доме. С 1926 по 1930 год учился в Литературном институте имени А. М. Горького. Начал публиковаться с 1927 года. С 1933 по 1938 год был редактором в Ленинградском радиокомитете. Когда началась Великая Отечественная война, вступил в народное ополчение. Воевал на Невской Дубровке. С 1942 года член ВКПБ. С 1946 по 1952 год был заместителем редактора журнала «Звезда».
Писал очерки о героях Великой Отечественной войны, о гражданской войне на Балтике, по истории Нарвской заставы. Перевёл стихи Ф. Р. Крейцвальда, поэму С. Шавлы «Ягур Мадур» и пьесу «Седая девушка» совместно с С. Бытовым.
Дмитрий Анатольевич Левоневский умер в 1988 году.

## Произведения
- «Семья Заломовых» (1948);
- «Красная Горка»;
- "Будни Петроградской ЧК".

## Награды
- Орден Отечественной войны II степени[3].
- Медаль "За оборону Ленинграда" (4)